# Buichi Terasawa
Buichi Terasawa (寺沢 武 一 Terasawa Buichi), född 30 mars 1955 i Asahikawa på Hokkaido, död 8 september 2023 i Tokyo, var en japansk serieskapare som bland annat skapat Goku Midnight Eye och Cobra.
Terasawa, som också var en pionjär inom datorskapad konst, var den första att introducera datorskapad manga (Takeru) i Japan.